# Naturpark Geschriebenstein-Írottkő

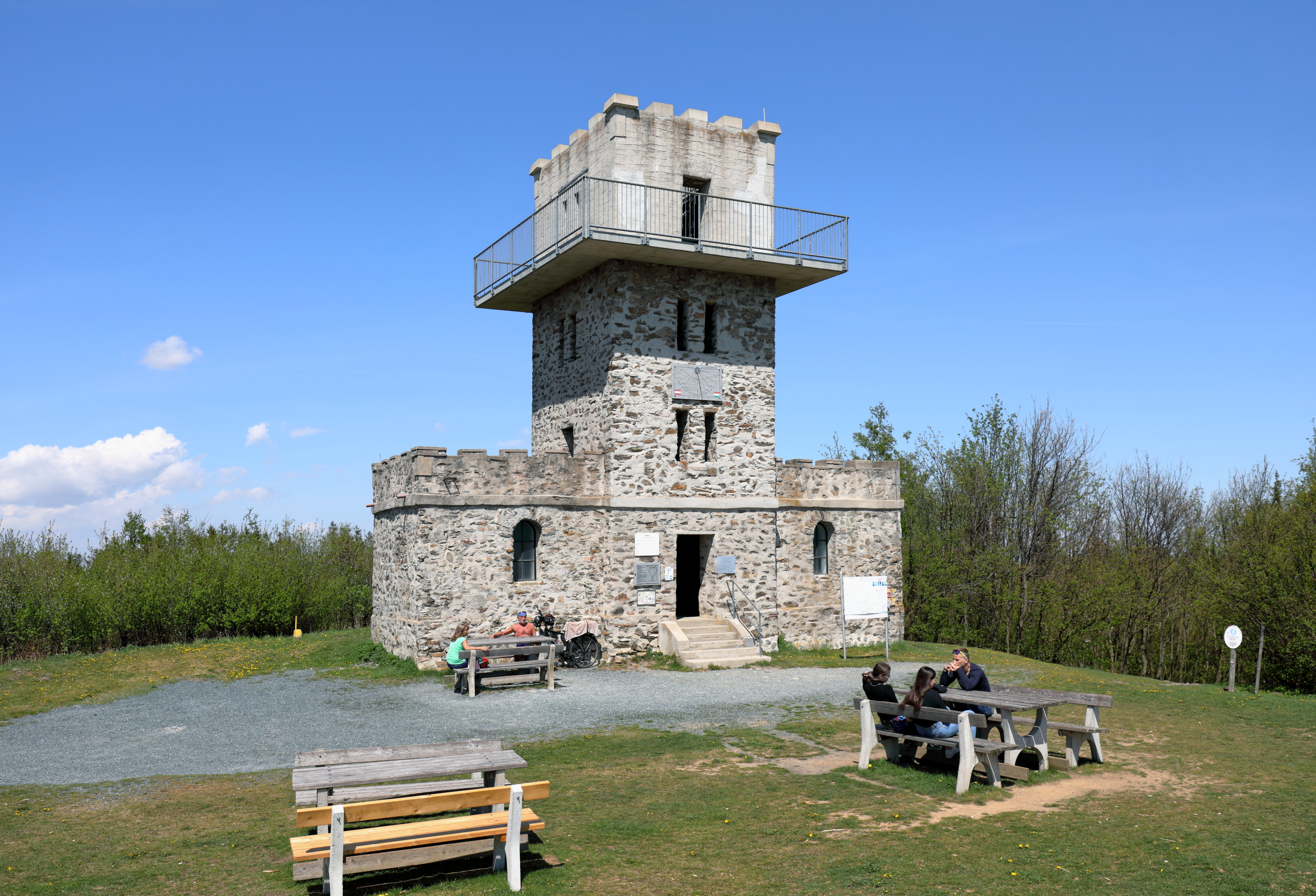
Aussichtswarte am Geschriebenstein

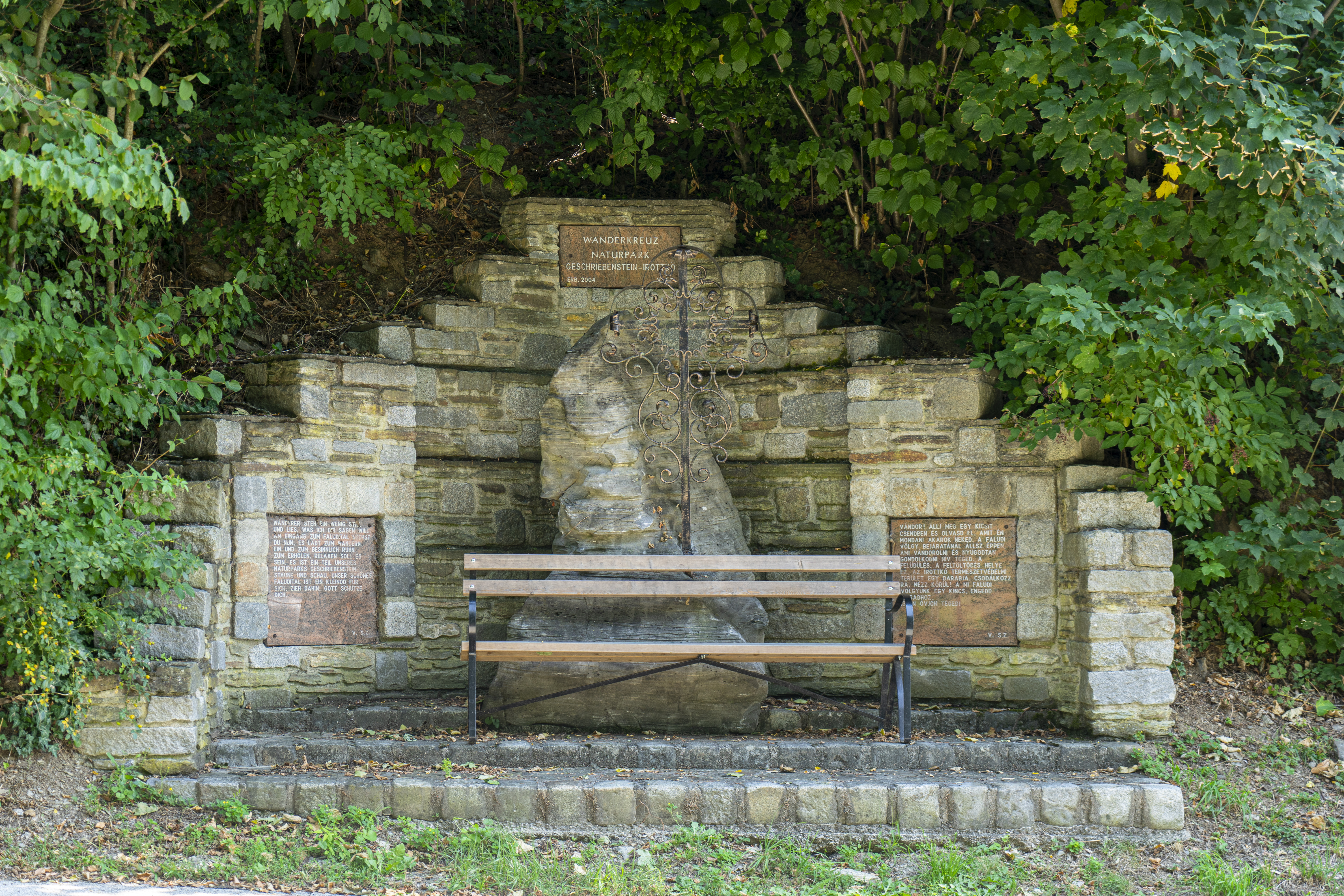
Wanderkreuz im Naturpark Geschriebenstein-Írottkő

Der Naturpark Geschriebenstein-Írottkő ist ein grenzüberschreitender Naturpark im österreichischen Burgenland und im ungarischen Komitat Vas im Günser Gebirge.
Der Naturpark wurde im Jahr 1996 zuerst auf österreichischer Seite gegründet. Der ungarische Teil folgte kurz darauf als Projekt, das mit PHARE-Mitteln der EU unterstützt wurde. Benannt wurde der Naturpark nach dem Geschriebenstein in deutscher und ungarischer Sprache, der mit 884 m ü. A. die höchste Erhebung im Burgenland ist und dessen Gipfel sich direkt auf der Grenze der beiden Staaten befindet.
Innerhalb des Naturparks befinden sich die Gemeinden Lockenhaus, Unterkohlstätten, Rechnitz und Markt Neuhodis auf österreichischer Seite, auf ungarischer Seite die Stadt Kőszeg sowie die Gemeinden Bozsok, Cák, Kőszegdoroszló, Kőszegszerdahely und Velem.
Die Größe beträgt in Österreich 8.500 ha, der wesentlich größere Teil in Ungarn weist 27.000 ha rund um Kőszeg auf. Es sind etwa 500 km Wanderwege angelegt, auf denen man sich seit dem Schengener Abkommen frei in beiden Staaten bewegen darf.
Als Attraktionen sind zahlreiche Themenwege wie ein Pilzlehrpfad oder ein Bach-Blüten-Kraftpark angelegt. Im Faludital wurde ein kleiner Badeteich geschaffen. Dieser wurde im Jahr 1964 als Badestausee errichtet, wobei der Rechnitzbach, der seine Quellen beim Geschriebenstein hat, aufgestaut wird. In Oberkohlstätten gibt es eine alte Köhlerei, wie sie in dieser Gegend früher üblich war.
Im ungarischen Teil sind mehrere Quellen, unter anderem die Hörmannsquelle sowie die Quelle von Kiszsidány zu erwähnen. Die Quellenfassung des Siebenbründl (Hétforrás) nahe der österreichischen Grenze wurde im Jahr 1896 errichtet. Umrandet wird die Quelle von kleinen Steintafeln, die an die sieben Stammesfürsten Álmos, Előd, Ond, Kond, Tas, Huba und Töhötöm erinnern.
Die Waldschule Steirerhäuser erinnert an die Forstleute, die unter Maria Theresia aus der Steiermark nach Ungarn geholt wurden.